# Tordylium insulare
Tordylium insulare är en flockblommig växtart som beskrevs av Charles Baron Clarke. Tordylium insulare ingår i släktet Tordylium och familjen flockblommiga växter. Inga underarter finns listade i Catalogue of Life.